# جون شيلتون وايلدر
جون شيلتون وايلدر هو محامي وسياسي أمريكي، ولد في 3 يونيو 1921 في ميسون في الولايات المتحدة، وتوفي في 2010 في ممفيس في الولايات المتحدة بسبب سكتة دماغية. نشط حزبياً في الحزب الديمقراطي. وقد انتخب عضو مجلس ولاية تينيسي ‏ وانتخب نائب حاكم تينيسي ‏ (7 يناير 1971 – 8 يناير 2007).